# ذاك (البرمجة)
this (ذيس او هذا) هي واحدة من الكلمات الرئيسية  المستخدمة في لغات البرمجة للإشارة إلى الكائن نفسه (في البرمجة الكائنية كاستخدام الاصناف او كما تسمى بالانكليزية كلاس) أو القسم أو غيرها من الكيانات
ويجب الاشارة الى انه من الممكن ان لاتكون موجودة بنفس الكلمة المحجوزة this
فمثلا في لغة بايثون تستخدم كلمة self للاشارة لهذا المفهوم علما ان self ليست كلمة محجوزة في بايثون اي يمكن استخدام كلمة غير محجوزة اخرى على ان تكون موجودة مكان المتغيرالوسيط الاول في تعريف الكائن او التابع

### Python
<syntaxhighlight lang="python">
class mynumber:
   def __init__(self, value):
       self.value = value
       def print_value(self):
       print(self.value)
obj1 = mynumber(17)
obj1.print_value()
#============AAA مثلا=====
class mynumber:
   def __init__(AAA, value):
       AAA.value = value
   def print_value(AAA):
       print(AAA.value)
obj1 = mynumber(17)
obj1.print_value()
</syntaxhighlight>

## وجوه المنحى البرمجة
في كثير من وجوه المنحى البرمجة لغات, هذا (وتسمى أيضا self أو this) هو متغير المستخدمة في أساليب المثال للإشارة إلى الكائن الذي كانوا يعملون. C++ و اللغات التي تستمد في نمط من ذلك (مثل Java، C#، D، PHP) عموما استخدام هذا. من Smalltalk وغيرها ، مثل Object Pascal، Perl، Python، Ruby, الصدأ, Objective-C, DataFlex و سريعة, الاستخدام الذاتي. Microsoft Visual Basic يستخدم لي.